# Полюс і поляра

Поляра q до точки Q відносно кола радіуса r з центром у точці O. Точка P є точкою інверсії до Q; поляра — це пряма, яка проходить через P і перпендикулярна до прямої, яка проходить через O, P і Q.

У геометрії, полюс і поляра є відповідно точка та пряма, які перебувають в унікальному відношенні відносно певного конічного перетину.
Для певного кола, взаємність у колі означає перетворення кожної точки на площині у її поляру та кожної прямої на площині у її полюс.

## Характеристики
Полюси та поляри мають декілька корисних характеристик:
- Якщо точка P лежить на прямій l, тоді полюс L прямої l лежить на полярі p точки P.
- Якщо точка P рухається вздовж прямої l, її поляра p обертається навколо полюса L прямої l.
- Якщо з полюса до конічного перетину можна провести дві дотичні прямі, тоді його поляра проходить через обидві точки дотику.
- Якщо точка лежить на конічному перетині, її поляра є дотичною в цій точці до конічного перетину.
- Якщо точка P лежить на власній полярі, то P розташована на конічному перетині.
- Кожна лінія має, відносно невиродженого конічного перетину, лише один полюс.

## Окремі випадки кіл
Полюсом прямої L у колі C є точка P, яка є інверсією у колі C точки Q на L, яка найближча до центру кола. І навпаки, полярна лінія (або поляра) точки P відносно кола C є лінією L, такою, що її найближча до центра кола точка Q є інверсією точки P у C.

Якщо точка A лежить на полярі q іншої точки Q, тоді Q лежить на полярі a точки A. Більш загально, поляри всіх точок на лінії q повинні проходити через її полюс Q.

Відношення між полярами і полюсами є взаємними. Тобто, якщо точка A лежить на полярі q іншої точки Q, тоді Q повинна лежати на полярі a точки A. Дві полярні лінії a і q не обов'язково є паралельними.
Є інший опис полярної лінії точки P у випадку, коли вона лежить за межами кола C. У цьому випадку, через P проходять дві прямі, які є дотичними до кола, і поляра точки P є лінією, що проходить через дві точки дотику. Це показує, що поляра та полюс є концепціями площини у проєктивній геометрії і узагальнюються на будь-який несингулярний конічний перетин замість кола C.

## Взаємність і проєктивна дуальність

Ілюстрація дуальності між точками та лініями, та подвійного значення «інцидентність». Якщо дві лінії a і k проходять через одну точку Q, тоді поляра q точки Q з'єднує полюси A і K ліній a і k, відповідно.

Концепції полюса та його полярної лінії отримали розвиток у проєктивній геометрії. Наприклад, полярна лінія може розглядатись як набір проєктивних гармонійних сполучених точок для заданої точки (полюса) відносно конічного перетину. Операція заміни кожної точки її полярною лінією і навпаки відома як полярність.
Полярність — це кореляція, яка також є інволюцією.

## Загальні конічні перетини

Лінія p є полярою для точки P, l до L і m до M

p є полярною лінією до точки P ; m є полярною лінією до M

Концепції полюса, поляри і взаємність можна узагальнити з кіл на інші конічні перетини: еліпс, гіперболу й параболу. Це узагальнення можливе, оскільки конічні перетини є результатом взаємності кола в іншому колі, а пов'язані характеристики, такі як інцидентність та подвійне відношення, зберігаються за всіх проєктивних перетворень.

### Розрахунок поляри до точки
Конічний перетин можна задати як рівняння другого ступеня у декартовій системі координат (x, y) площини
{\displaystyle A_{xx}x^{2}+2A_{xy}xy+A_{yy}y^{2}+2B_{x}x+2B_{y}y+C=0\,}
де Axx, Axy, Ayy, Bx, By і C є сталими, які визначають рівняння. Для такого конічного перетину, полярна лінія до заданої точки (полюса) (ξ, η) визначається рівнянням
{\displaystyle Dx+Ey+F=0\,}
де D, E і F така само є сталими, які залежать від координат полюса (ξ, η)
{\displaystyle {\begin{aligned}D&=A_{xx}\xi +A_{xy}\eta +B_{x}\\E&=A_{xy}\xi +A_{yy}\eta +B_{y}\\F&=B_{x}\xi +B_{y}\eta +C\,\end{aligned}}}

### Розрахунок полюса прямої
Полюс прямої {\displaystyle Dx+Ey+F=0}, відносно невиродженого конічного перетину
{\displaystyle A_{xx}x^{2}+2A_{xy}xy+A_{yy}y^{2}+2B_{x}x+2B_{y}y+C=0\,}
можна розрахувати за два кроки.
Спочатку розраховуються числа x, y і z з
{\displaystyle {\begin{bmatrix}x\\y\\z\end{bmatrix}}={\begin{bmatrix}A_{xx}&A_{xy}&B_{x}\\A_{xy}&A_{yy}&B_{y}\\B_{x}&B_{y}&C\end{bmatrix}}^{-1}\cdot {\begin{bmatrix}D\\E\\F\end{bmatrix}}}
Тоді полюс — це точка з координатами {\displaystyle \left({\frac {x}{z}},{\frac {y}{z}}\right)}

## Застосування
Полюси та поляри визначив Ж. Жергонн та використав для розв'язання задачі Аполлонія.
У площинній динаміці полюс є центром обертання, поляра — лінією дії сили, а конічний перетин є матрицею маса-інерція. Це відношення полюс-поляра використовується для визначення центру удару плоского твердого тіла. Якщо полюс є центром обертання, тоді поляра є лінією удару як описано в площинному гвинтовому численні.